# Geoffrey Delinte
Geoffrey Delinte, né le 28 janvier 1989 à La Louvière (province de Hainaut), est un dessinateur de bande dessinée jeunesse et animateur belge francophone.

## Biographie
Geoffrey Delinte naît le 28 janvier 1989 à La Louvière. Il est fils de chauffeur routier. Il étudie la bande dessinée à Jemappes et ensuite à l'académie des beaux-arts de Tournai d'où il sort diplômé en 2012. Puis, il rejoint l’association Cheval de quatre où il réalise des bandes dessinées et il fait des animations à diverses occasions et lieux. En 2014, il publie un gag dans Spirou. Et depuis la même année, il contribue à divers fanzines de bande dessinée,. Il fonde en 2016, avec son compagnon d'atelier Rémy Benjamin puis avec Valfret, la structure de micro-édition Kaput. Il est lauréat de la bourse de découverte décernée par la Fédération Wallonie-Bruxelles en 2019.
En 2020, il réalise l'album jeunesse La Grande Métamorphose de Théo sur un scénario de Marzena Sowa publié aux éditions La Pastèque. Une bande dessinée sur l’acceptation de soi et de la différence, nommée au prix des écoles dans le cadre du Festival international de la bande dessinée d'Angoulême 2021. Elle figure également dans la sélection 2021 des Pépites internationales dans la catégorie bande dessinée du Salon du livre et de la presse jeunesse à Montreuil. Il est récipiendaire du prix Pépites internationales qu'il partage avec Marzena Sowa pour cet ouvrage,.

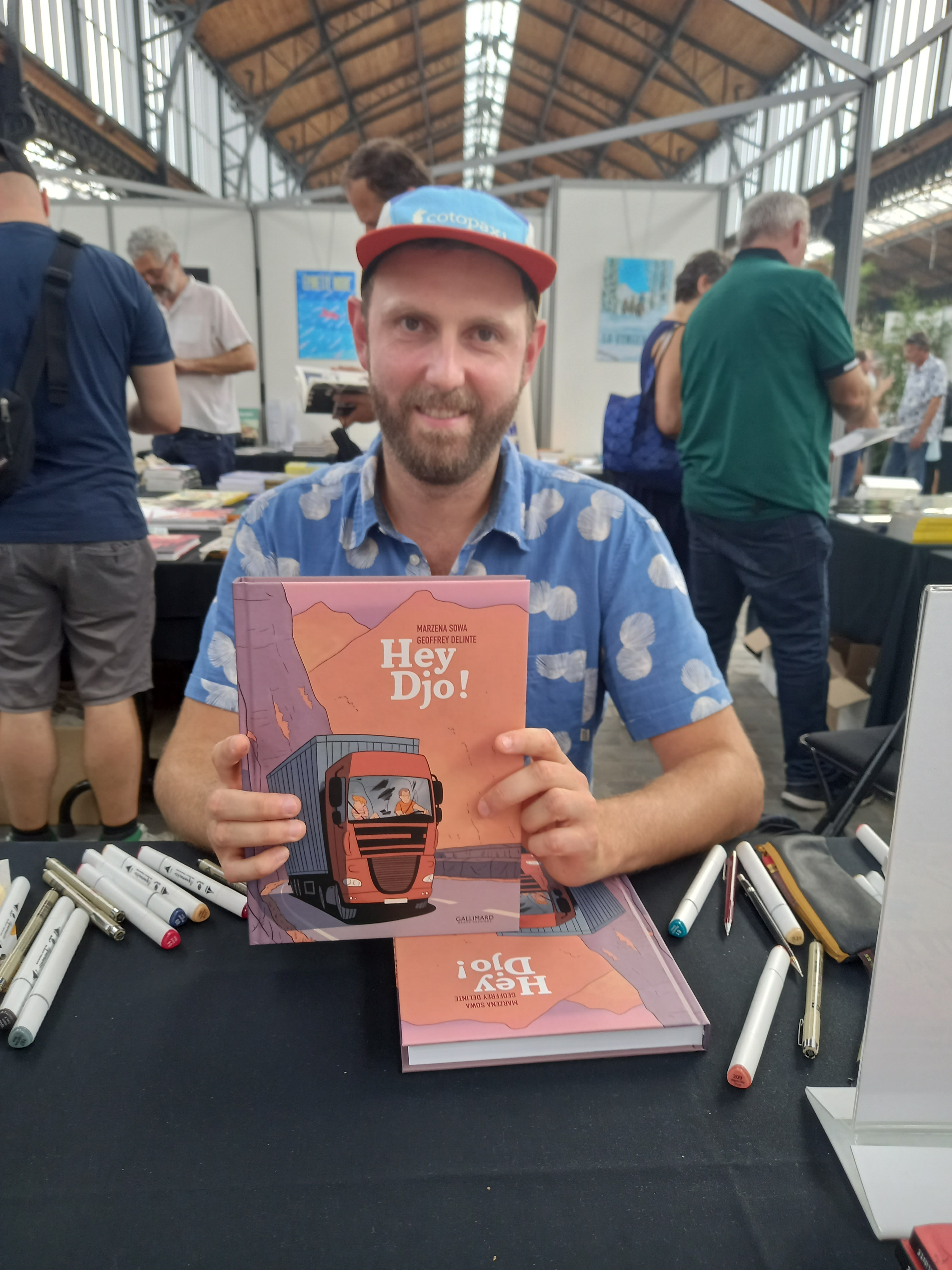
Geoffrey Delinte en dédicace sur le stand 24 de la Fédération Wallonie-Bruxelles au BD Comic Strip Festival, le 7 septembre 2024.

En 2022, il sort Prise de bec, scénarisé par Rémy Benjamin dans la collection « Bulles Bottes Boutons » aux Éditions Motus.
En 2024, il réalise un roman graphique Hey Djo ! sur un scénario de Marzena Sowa publié aux Éditions Gallimard,. Cet ouvrage est un road movie qualifié d'« émouvant » par la journaliste Françoise Lison du journal L'Avenir. Sur les ondes d'Europe 1, la bande dessinée est recommandée par Sébastien Bordenave. L'ouvrage est sélectionné aux Pépites Bandes dessinées du Salon du livre et de la presse jeunesse et au Prix des Lycées du Festival international de la bande dessinée d'Angoulême.
Dans le cadre de Fureur de lire 2024 organisée par Fédération Wallonie-Bruxelles, il sort la bande dessinée jeunesse La Saint-Grégoire. Elle met en scène les trois frères Mathieu, Maximilien et Maxence en quête de bonbons le jour de la Saint-Grégoire mais ils doivent affronter le terrible Franky. 
Parallèlement, il exerce le métier d'animateur bibliothécaire au centre de lecture publique du Mont-de-l'Enclus.

### Vie privée
Il demeure et travaille à Tournai.

## Œuvres

### Albums de bande dessinée

#### Bande dessinée jeunesse
- La Grande Métamorphose de Théo[6], La Pastèque, Montréal, 29 mai 2020
Scénario : Marzena Sowa - Dessin : Geoffrey Delinte - Couleurs : Amélie Polard, Vivien Beghin -  (ISBN 978-2-89777-077-8)
- Prise de bec[11],[12], Éditions Motus, coll. « Bulles Bottes Boutons », Alençon, 22 avril 2022
Scénario : Rémy Benjamin - Dessin et couleurs : Geoffrey Delinte -  (ISBN 9782360111145),Format comics.
- La Saint-Grégoire[18], Fédération Wallonie-Bruxelles, Bruxelles, octobre 2024
Scénario, dessin et couleurs : Geoffrey Delinte -  (ISBN 978-2-930964-98-0)

### Romans graphiques
- Hey Djo[15],[19],[20] !, Éditions Gallimard, Paris, 1 mai 2024
Scénario : Marzena Sowa - Dessin et couleurs : Geoffrey Delinte -  (ISBN 978-2-07-515724-7)

### Journaux et revues

#### DansSpirou
1. gag  dans la rubrique Cartes blanches le 30 juillet 2014.

### Fanzines

#### DansPaper
1. participation en janvier 2014[21].

#### DansAtelier 24
1. participation en septembre 2014[5]

#### DansCheval de quatre
1. participation en février 2015[5].

#### DansCuistax Ma maison
1. participation en septembre 2017[5].

## Prix et distinctions
- 2021 :  prix Pépites internationales pour La Grande Métamorphose de Théo qu'il partage avec Marzena Sowa[9],[10].

#### Livres
: document utilisé comme source pour la rédaction de cet article.
- Philippe Mellot, Michel Denni, Laurent Turpin et Isabelle Morzadec, Trésors de la bande dessinée : BDM 2025-2026 - Catalogue encyclopédique et Argus, Paris, Les Arènes, novembre 2024, 24e éd., 1839 p., ill. ; 23 cm (ISBN 979-10-37512-61-1, OCLC 1478218824, présentation en ligne), p. 621, 659, 1139. .

#### Articles
- Marzena Sowa et Geoffrey Delinte (interviewés par François Samson), « Hey Djo! Entretien avec Marzena Sowa et Geoffrey Delinte », Zoo le mag,‎ 17 mai 2024 (lire en ligne, consulté le 20 octobre 2024).

### Émissions de radio
- BD : "Hey Djo !", le touchant road trip dans l’univers des routiers, émission Hainaut Matin, présentée par Carine Bresse sur VivaCité (3 min 58 s), 12 juin 2024.

### Émissions de télévision
- Geoffrey Delinte et "La grande métamorphose de Théo" sur Notélé, reportage : Chantal Notté et Thibaut Rommens (3 min 50 s), 2 juin 2020.